# Nada Galant
Nada Galant (Pula, 1. rujna, 1961.), pjesnikinja.
Hrvatski jezik i književnost, smjer Organizacija kulturnih djelatnosti, diplomirala na Pedagoškom fakultetu u Rijeci.
Radila u Općini Rovinj; sada je voditeljica Gradske knjižnice i čitaonice u Žminju.
Stihove je objavljivala je u časopisima “Istra” (Pula) i “Nova Istra” (Pula). Uvrštena je u pjesnički zbornik “Verši na šterni”, u antologijama “Hrvatsko pjesništvo Istre 19. i 20. stoljeća - Istarska pjesmarica”  Mirjane Strčić (“Istra kroz stoljeća”, Čakavski sabor, Pula 1989.), '“I ča i što i kaj”  Borisa Biletića (Sveučilišna knjižnica u Puli / Istarski ogranak Društva hrvatskih književnika, Pula, 1997.) i grafičko-pjesničkoj mapi “Istarski rukopisi”.
Nagrađena je prvom nagradom na Međunarodnom natjecanju dijalektalnih pjesnika “Histria” 2000.
2021. je prevela Malog princa na čakavski (na istarsko žminjski dijalekt) pod naslovom Minji kraljić. To jest drugi čakavski prijevod romana nakon prijevoda Tee Perinčić.

## Objavljene knjige
- “Uroki ruok” (pod autorskim imenom Nada Peteh; OK SSOH Rovinj i Čakavski sabor, Žminj, 1988.), pjesme,
- “Hćeri Evine” (pod autorskim imenom Nada Galant; Naklada MD, Zagreb i Katedra Čakavskog sabora Žminj, 2003.), pjesme, ISBN 953-217-052-9
- “Neka buo” (pod autorskim imenom Nada Galant; Knjižnica Nova Istra, Istarski ogranak DHK, Pula, 2007.), pjesme, ISBN 978-953-6858-21-7